# Socoalele
Socoalele – wieś w Rumunii, w okręgu Călărași, w gminie Dragoș Vodă. W 2011 roku liczyła 275 mieszkańców.